# Santiago Pedro Cortés
Santiago Gustavo Pedro Cortés (Nochixtlán, Oaxaca, 25 de julio de 1954). Es un político mexicano, miembro del Partido del Trabajo, es diputado federal, donde por un acuerdo político pertenece a la fracción parlamentaria del Partido Alternativa Socialdemócrata., es secretario de la mesa directiva de la Cámara de Diputados.
Es licenciado en Economía egresado del Instituto Politécnico Nacional, ha realizado toda su carrera política en el estado de Durango, donde ha sido coordinador del Comité de Defensa Popular "Francisco Villa" y coordinador estatal de la Organización de Defensa Campesina "Plan de Ayala", además de 1992 a 1995 fue Síndico del Ayuntamiento de Victoria de Durango y de 1995 a 1998 fue Diputado al Congreso de Durango donde además fue coordinador de la fracción parlamentaria del PT. En 1997 fue elegido diputado federal suplente a la LVII Legislatura ejerciendo la titularidad de la diputación de 1999 a 2000.
Electo por segunda ocasión diputado federal a la LX Legislatura de 2006 a 2009, el 9 de mayo de 2007 se confirmó su paso del grupo parlamentario del PT al del Partido Alternativa Socialdemócrata, para que este no perdiera su constitución como grupo parlamentario por la renuncia de Eduardo De la Torre Jaramillo, sin embargo, ante las críticas recibidas, ha manifestado su arrepentimiento por la decisión, dando a conocer su interés por volver a su antiguo grupo parlamentario.